# L'Homme qui rétrécit (film, 1957)
Pour les articles homonymes, voir L'Homme qui rétrécit.
Pour plus de détails, voir Fiche technique et Distribution.
L’Homme qui rétrécit (The Incredible Shrinking Man) est un film fantastique américain réalisé par Jack Arnold sorti en 1957. Ce film est l'adaptation du roman homonyme (The Shrinking Man) de Richard Matheson publié en 1956. À noter que Matheson lui-même a écrit le scénario du film.
En 2009, le film est entré dans le National Film Registry pour conservation à la Bibliothèque du Congrès aux États-Unis.

## Synopsis
Lors d'une sortie en bateau, Scott Carey entre en contact avec un mystérieux brouillard. 
Six mois plus tard, il constate qu'en plus de perdre du poids, il perd significativement en taille. Rétrécissant à chaque jour, s'engage alors une course contre la montre et une série de tests médicaux pour tenter d'inverser le processus. Alors qu’il ne mesure plus qu’un mètre, le traitement semble enfin donner des résultats : il ne rétrécit plus, mais ses chances de grandir et de retrouver une taille normale sont quasi nulles. 
Son mariage semblant de plus en plus compromis par son handicap, il se lie d’amitié avec une jeune fille naine, à peine plus petite que lui. Mais la trêve est de courte durée, Scott constatant avec effroi quelques jours plus tard qu’il est à nouveau en train de rétrécir. Les semaines passent, et Scott ne mesure plus qu’une dizaine de centimètres. Il vit désormais dans une maison de poupée, aménagée par son épouse. Il est attaqué par le chat de la maison, lui échappe de justesse, mais dans sa fuite il est précipité dans la cave. Lorsqu’il revient à lui, personne ne se doute qu’il a échappé au chat. 
Sa taille a encore diminué, et plus personne ne soupçonne qu’il est dans le sous-sol de la maison ; c’est seul, face à une araignée deux fois plus grosse que lui qu’il doit maintenant se battre. Après l’avoir tuée, il accepte enfin sa destinée, et part à la rencontre de l’infiniment petit.

## Fiche technique
- Titre original : The Incredible Shrinking Man
- Titre français : L’Homme qui rétrécit
- Réalisation : Jack Arnold
- Scénario : Richard Alan Simmons (non crédité) et Richard Matheson, d’après son roman The Shrinking Man
- Direction artistique : Robert Clatworthy et Alexander Golitzen
- Décors : Russell A. Gausman et Ruby R. Levitt
- Costumes : Martha Bunch, Rydo Loshak (non crédités) et Jay A. Morley Jr.
- Photographie : Ellis W. Carter
- Montage : Albrecht Joseph
- Son : Leslie I. Carey et Robert Pritchard
- Musique : Irving Gertz, Earl E. Lawrence, Hans J. Salter et Herman Stein (non crédités)
- Soliste trompette : Ray Anthony (non crédité)
- Affichiste : Reynold Brown (non crédité)
- Production : Albert Zugsmith
- Société de production : Universal International Pictures
- Société de distribution : Universal Pictures
- Budget : 750 000 de dollars[1][réf. nécessaire] (550 000 d'euros)
- Pays d'origine :  États-Unis
- Langue originale : anglais
- Format : noir et blanc - 1.85 : 1 - Mono (Westrex Recording System) - 35 mm
- Genre : Science-fiction et horreur
- Durée : 81 minutes
- Dates de sortie : 
  - États-Unis : 22 février 1957 (New York)
  - États-Unis : avril 1957 (sortie nationale)
  - France : 17 mai 1957
- Affiches : Reynold Brown (États-Unis), Constantin Belinsky (France)

## Distribution
- Grant Williams (VF : Jacques Thébault) : Scott Carey
- Randy Stuart : Louise Carey
- April Kent : Clarice Bruce
- Paul Langton (VF : Jacques Deschamps) : Charlie Carey
- Raymond Bailey (VF : Jean-Henri Chambois) : le docteur Thomas Silver
- William Schallert (VF : René Bériard) : le docteur Arthur Bramson
- Frank Scannell (en) : l'aboyeur de foire
- Helene Marshall : une infirmière
- Diana Darrin : une infirmière
- Billy Curtis : le nain
- Luce Potter (non créditée) : Violet
- Orangey : Butch le chat

## Accueil
Sur Rotten Tomatoes, le film a 92% de critiques basées sur 26 critiques avec une moyenne de 8/10. Le score d'audience est de 82%, basé sur plus de 2500 critiques.

## Distinctions
- Prix Hugo du meilleur film en 1958.
- National Film Preservation Board en 2009.

## Autour du film
- Le tournage s’est déroulé de mai à juillet 1956[réf. nécessaire].
- Le roman de Richard Matheson fut de nouveau adapté au cinéma avec La Femme qui rétrécit (The Incredible Shrinking Woman) (1981).
- Une expérience en réalité virtuelle basée sur un passage du film a été réalisé en 2016 par un groupe de quatre étudiants de Laval3Di et ont remporté le prix de la meilleure direction artistique Laval Fantaisie au salon Laval Virtual 2016.
- Adrian Monk et son demi-frère Jack regardent ce film nuitamment en VHS dans l'épisode Monk Et Demi-Monk.
- Dans le jeu vidéo Metal Gear Solid 3: Snake Eater, il s'agit de l'un des films que le médecin cinéphile recommande au personnage jouable.